# أوقستو شتال
أوقستو شتال (بالبرتغالية: Augusto Stahl‏) هو مصور ورسام برازيلي، ولد في 23 مايو 1828 في بيرغامو في إيطاليا، وتوفي في 30 أكتوبر 1877 في ألزاس في فرنسا.

## معرض صور

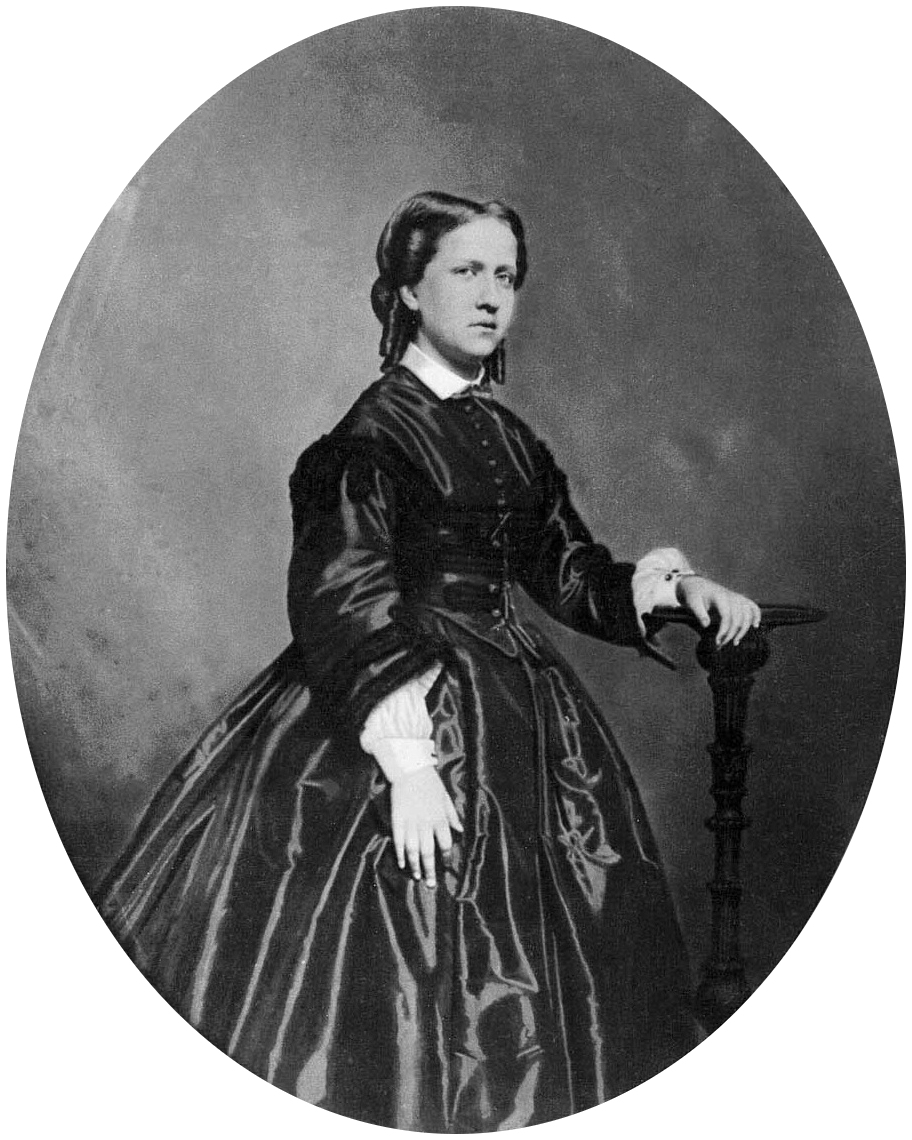
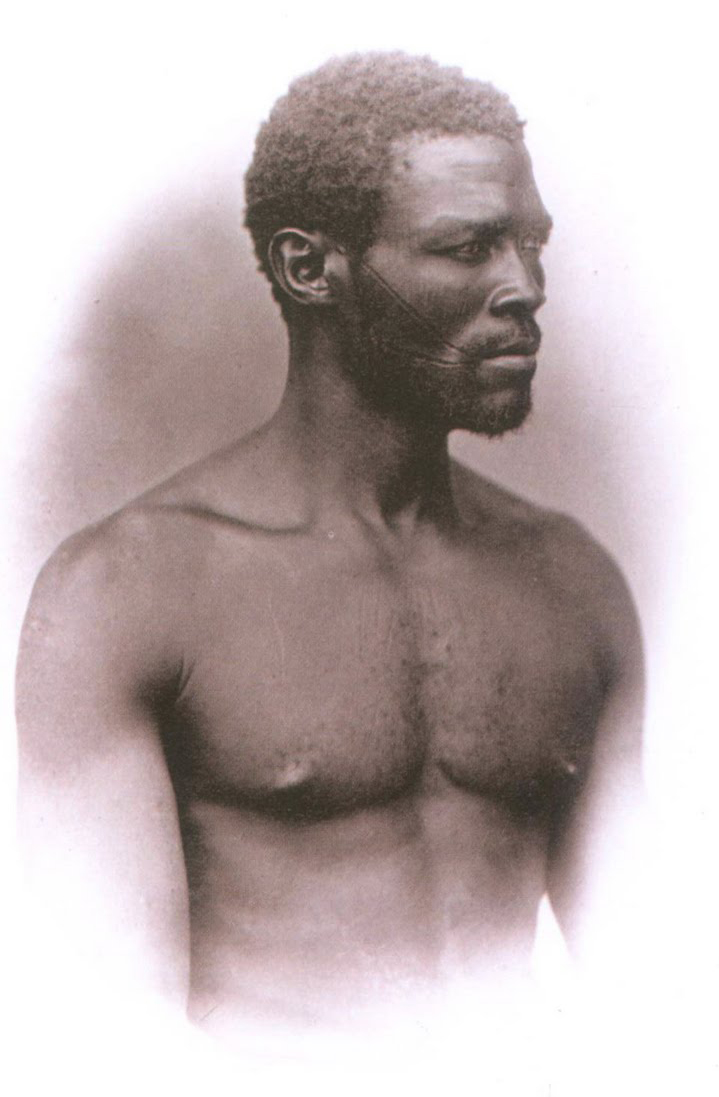
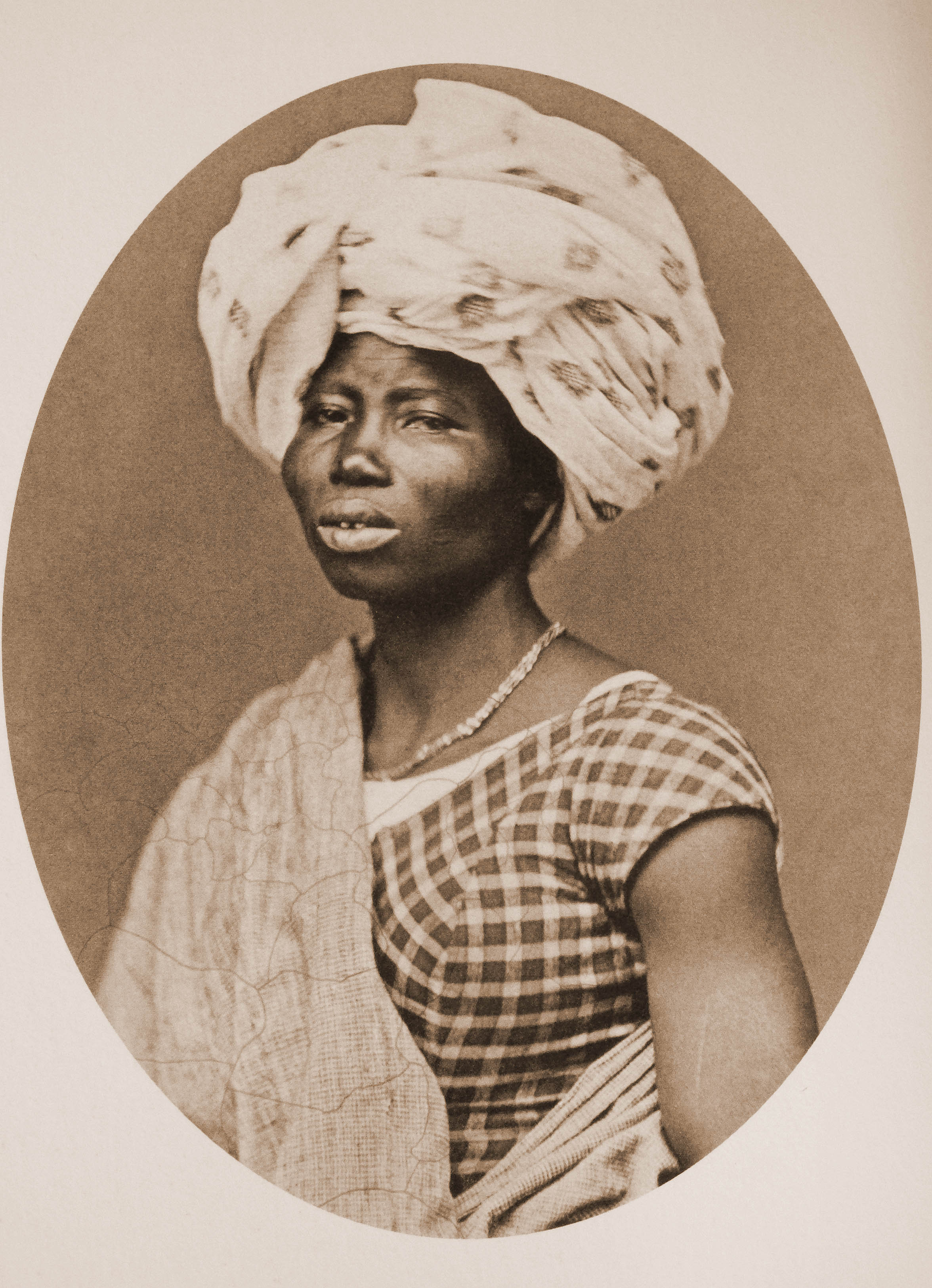